# Авасимаура
Авасимаура (яп. 粟島浦村 Авасимаура-мура) — село на острове Авасима в уезде Ивафунэ на  севере префектуры Ниигата, Япония. Площадь села составляет 26,28 км², население — 4726 человек (1 августа 2014), плотность населения — 179,83 чел./км².
Село известно ваппани — разновидностью супа мисосиру, которую готовят только здесь.

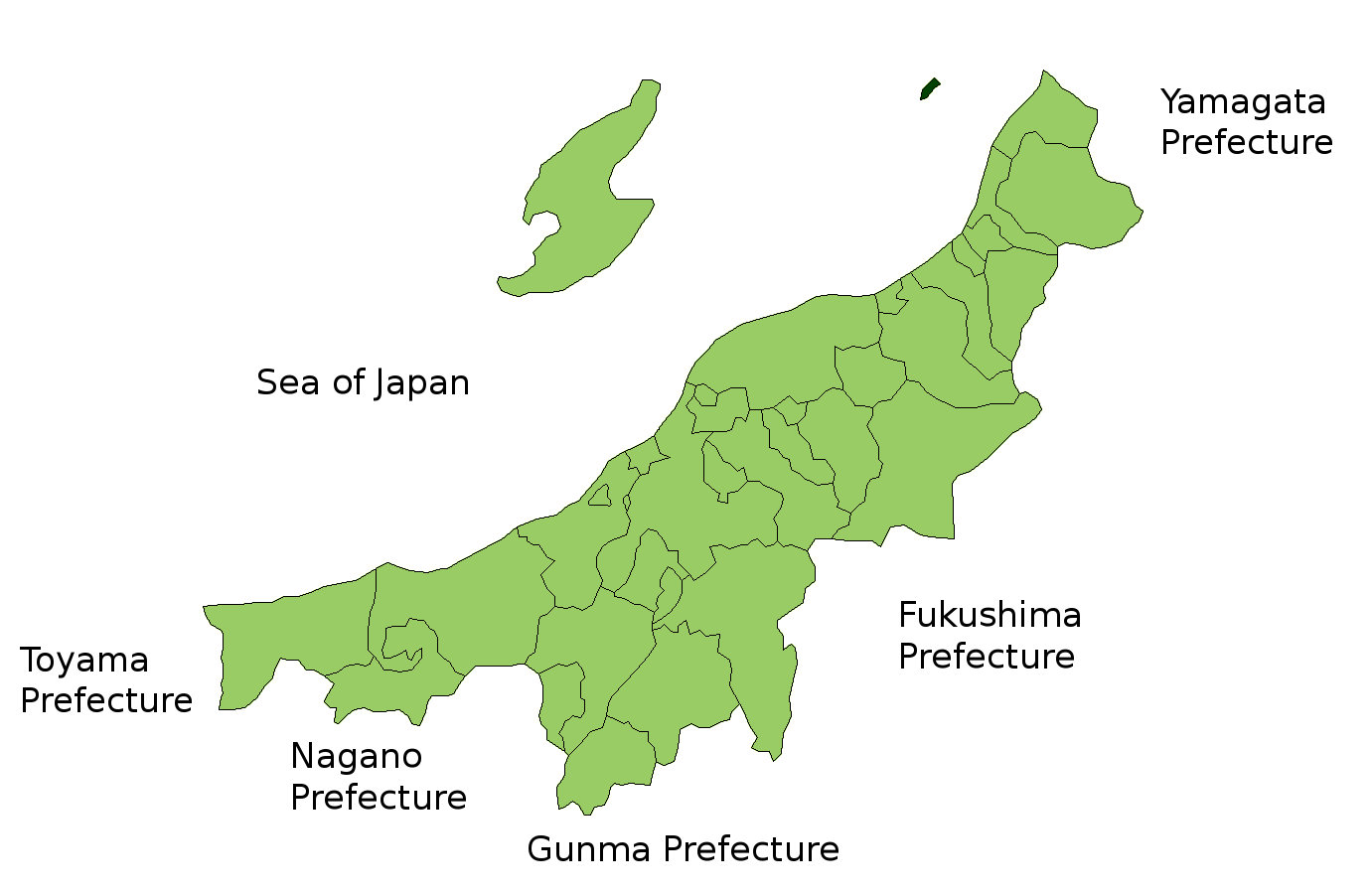
Авасимаура на карте префектуры Ниигата

## География
Населённый пункт находится на юге поросшего лесом острова Авасима; административно остров полностью принадлежит селу Авасимаура. До ближайшего города Мураками оттуда можно добраться на пароме.

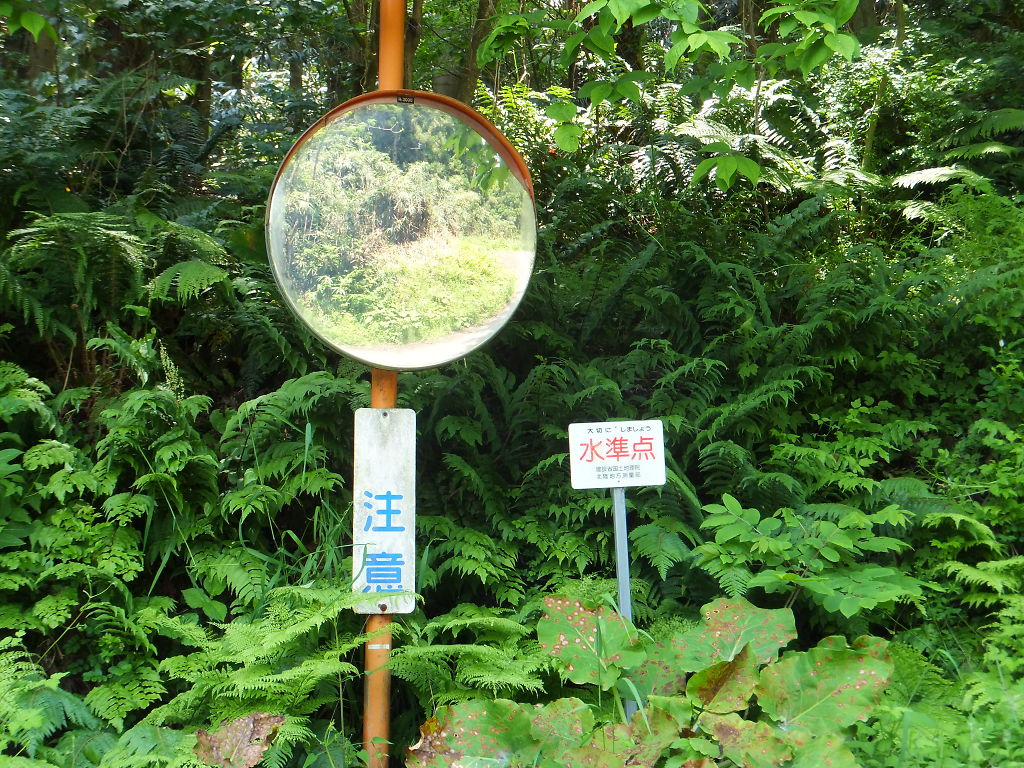
Растительность вокруг села

### Климат
| Показатель                            | Янв. | Фев. | Март | Апр. | Май  | Июнь | Июль | Авг. | Сен. | Окт. | Нояб. | Дек. | Год  |
| ------------------------------------- | ---- | ---- | ---- | ---- | ---- | ---- | ---- | ---- | ---- | ---- | ----- | ---- | ---- |
| Абсолютный максимум, °C               | 13,7 | 18,8 | 20,2 | 26,6 | 29,6 | 31,8 | 36,0 | 37,0 | 36,5 | 29,6 | 23,3  | 18,7 | 37,0 |
| Средний суточный максимум, °C         | 5,5  | 5,8  | 9,1  | 14,5 | 19,7 | 23,5 | 27,1 | 29,3 | 25,6 | 20,0 | 14,2  | 8,7  | 16,9 |
| Средняя температура, °C               | 3,1  | 3,0  | 5,6  | 10,3 | 15,4 | 19,6 | 23,6 | 25,5 | 22,0 | 16,5 | 11,0  | 5,9  | 13,5 |
| Средний суточный минимум, °C          | 0,5  | 0,2  | 2,1  | 6,3  | 11,5 | 16,3 | 20,9 | 22,4 | 18,7 | 12,9 | 7,6   | 3,0  | 10,2 |
| Абсолютный минимум, °C                | −5,8 | −6,8 | −3,2 | −0,8 | 3,9  | 9,5  | 12,8 | 16,1 | 10,5 | 5,9  | −0,6  | −4,3 | −6,8 |
| Источник: Japan Meteorological Agency |      |      |      |      |      |      |      |      |      |      |       |      |      |

## Демография
В октябре 2020 года в селе проживало 353 человека . Последние 50 лет население Авасимауры неуклонно уменьшается.
Изменение численности населения с 1980 по 2005 годы:
| 1980 | 5346 чел. |  |
| 1985 | 5502 чел. |  |
| 1990 | 5522 чел. |  |
| 1995 | 5702 чел. |  |
| 2000 | 5028 чел. |  |
| 2005 | 4806 чел. |  |

## История
Остров был населён с доисторических времён, о чём говорят найденные здесь фрагменты гончарных изделий периода Дзёмон. В период Асука генерал Абэ-но Хирафу отбил остров у населявших его эмиси и передал под контроль императора. В период Эдо остров принадлежал то княжеству Мураками, то княжеству Сёнай, то самому сёгунату Токугава. После реставрации Мэйдзи было основано село Авасимаура. 

## Экономика
Авасимаура зарабатывает в основном на туризме и рыбалке. 

## Образование
В Авасимауре есть одна начальная и одна средняя школа.

## Транспорт
Между Авасимаурой и Мураками курсирует паром Авасима Кисэн.

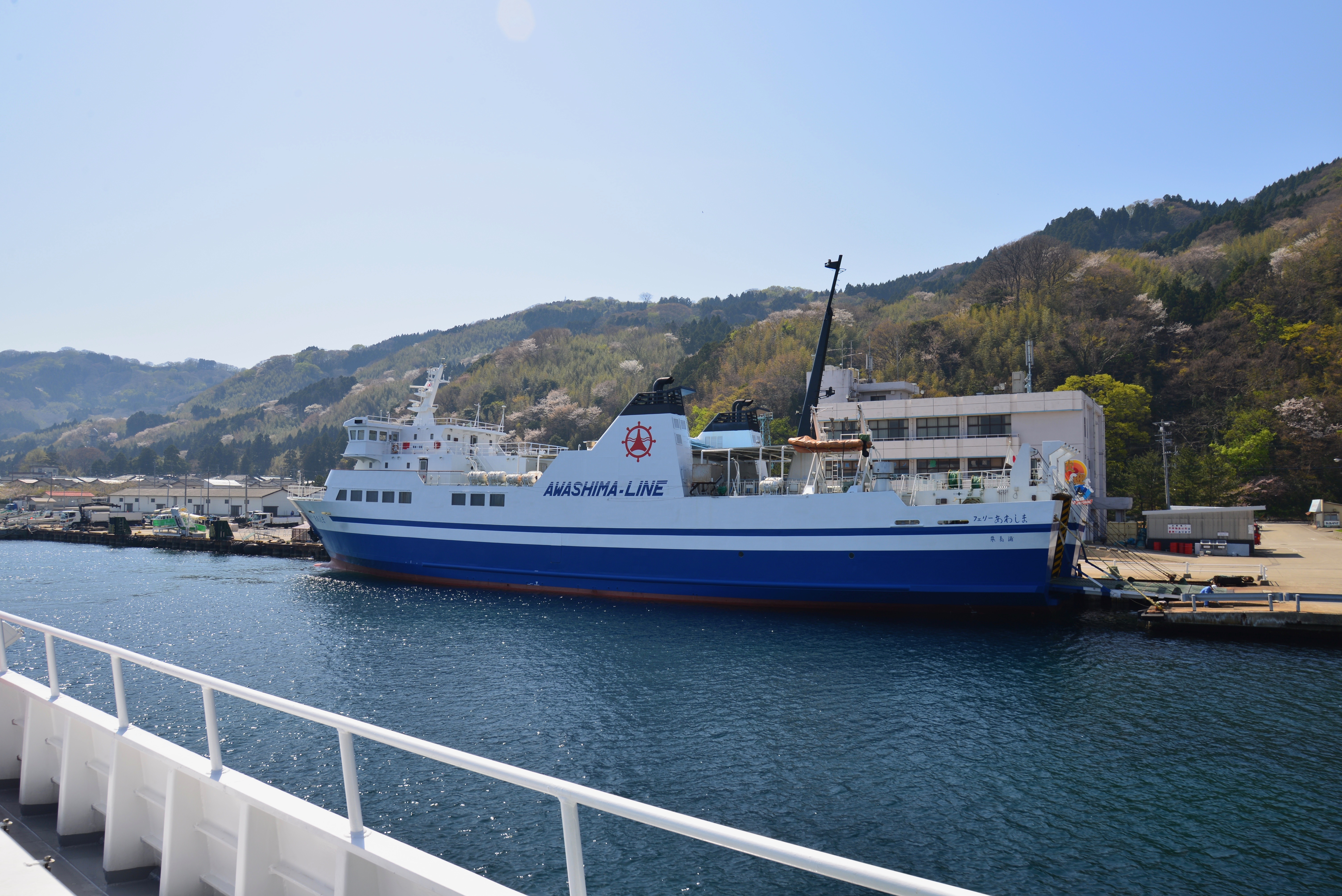
Паром